# ليونارد ساكس
ليونارد ساكس (بالإنجليزية: Leonard Sachs)‏ هو ممثل بريطاني وجنوب أفريقي، ولد في 26 سبتمبر 1909 في جنوب أفريقيا، وتوفي في 15 يونيو 1990 بلندن في المملكة المتحدة.

## وصلات خارجية
- ليونارد ساكس على موقع IMDb (الإنجليزية)
- ليونارد ساكس على موقع ألو سيني (الفرنسية)
- ليونارد ساكس على موقع أول موفي (الإنجليزية)
- ليونارد ساكس على موقع قاعدة بيانات الأفلام السويدية (السويدية)
- ليونارد ساكس على موقع ديسكوغز (الإنجليزية)
- ليونارد ساكس على موقع قاعدة بيانات الفيلم (الإنجليزية)
- ليونارد ساكس على موقع كينوبويسك (الروسية)